# До (нота)
| Ноти | Ноти | Ноти | Ноти | Ноти | Ноти | Ноти | Ноти | Ноти | Ноти |
| ---- | ---- | ---- | ---- | ---- | ---- | ---- | ---- | ---- | ---- |
|      |      |      |      |      |      |      |      |      |      |
|      |      | до   | ре   | мі   | фа   | соль | ля   | сі   |      |
|      |      | C    | D    | E    | F    | G    | A    | B    |      |

До (лат. do, міжнародне позначення — C) — одна із семи назв нот. Частота звуку в першій октаві (рівномірно темперований стрій): 261,6 герц. В системі сольмізації гексахорду замість назви до використовується назва ут.

## Частота
Історично, частота настроювання сценічного камертона змінювалася. Для інструменту, що має рівномірно-темперований стрій, налаштованого відповідно до стандарту A440, що став загальноприйнятим у 1939 році, нота до першої октави має чистоту близьку до 261.63 Гц (аби дізнатися які частоти відповідають іншим нотам дивись Ноти фортепіано за частотами). Попередню міжнародну систему нотації спершу запропонував 1713 року французький фізик Джозеф Совер і вона основана на чисельно зручній частоті в 256 Гц для ноти до першої октави, і всі ноти до були степенями двійки. Після прийняття музикантами нового стандарту A440, Американське акустичне товариство опублікувало нові таблиці частот. Рух, який відстоював відновлення старого стандарту A435 мав банери «стрій Верді», «філософський тон» або, те що часто плутають із загальним поняттям, наукове налаштування нот.

## Нотація в різних октавах
| До другої октави | c2 |  |
| До першої октави | c1 |  |
| До малої октави  | c  |  |

## Абсолютна висота
| Американська система | Позначення Гельмгольца | Октава    | Частота (Гц) |
| -------------------- | ---------------------- | --------- | ------------ |
| C9                   | c6                     | Шоста     | 8372,018     |
| C8                   | c5                     | П'ята     | 4186,009     |
| C7                   | c4                     | Четверта  | 2093,005     |
| C6                   | c3                     | Третя     | 1046,502     |
| C5                   | c2                     | Друга     | 523,251      |
| C4 :"Middle C"       | c1                     | Перша     | 261,626      |
| C3                   | c                      | Мала      | 130,813      |
| C2                   | C                      | Велика    | 65,406       |
| C1                   | C1                     | Контра    | 32,703       |
| C0                   | C2                     | Субконтра | 16,352       |
| C-1                  | C3                     | Октконтра | 8,176        |